# Venezuela en la clasificación de Conmebol para la Copa Mundial de Fútbol de 2014
La selección de fútbol de Venezuela es uno de los nueve equipos participantes en la Clasificación de Conmebol para la Copa Mundial de Fútbol de 2014, eliminatorias que se llevaron a cabo entre el 7 de octubre de 2011 y 15 de octubre de 2013. El seleccionado venezolano disputó su vigésima segunda eliminatoria y la vigésima consecutiva, habiendo obtenido el octavo lugar en 2006 y 2010.

## Resumen
En octubre, tras la Copa América 2011, comenzó la Clasificación de Conmebol para la Copa Mundial de Fútbol de 2014. A diferencias de otras ediciones Venezuela llegaría a las eliminatorias tras haber logrado una excelente participación en la Copa América 2011, por lo cual la prensa destacó que sería un equipo a tener en cuenta en estas eliminatorias.
Como viene siendo costumbre desde las Eliminatorias al Mundial de Fútbol de 2002, Venezuela enfrentaría en las dos primeras fechas de la eliminatoria a las selecciones de Ecuador y Argentina. Para estas dos primeras fechas el seleccionador nacional César Farías realizó dos convocatorias.

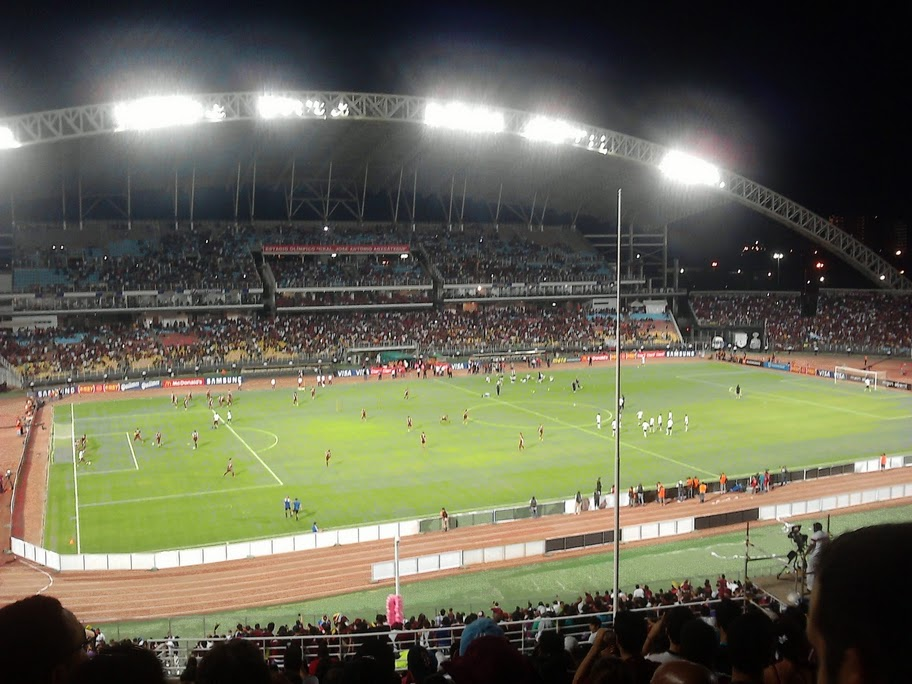
El estadio José Antonio Anzoátegui durante un partido de eliminatorias entre y, el 11 de octubre de 2011.

En su primera salida La Vinotinto debutaría frente a Ecuador el 7 de octubre en el Estadio Atahualpa de Quito, partido que fue disputado por el equipo alternativo de Venezuela. El resultado quedó 2:0 en contra, el cual que pudo haber sido más abultado de no ser por la poca efectividad del conjunto tricolor. El 11 de octubre en el Estadio José Antonio Anzoátegui de Puerto La Cruz Venezuela jugaría con su once de lujo ante una Argentina que venía de ganarle 4:1 a Chile. Todos los pronósticos iban en contra de Venezuela, debido a qué nunca le habían ganado ni conseguido puntos ante la Albiceleste. Contra todo pronóstico, Venezuela venció a Argentina 1:0 con gol de Fernando Amorebieta en el minuto 61' tras un tiro de esquina ejecutado por Juan Arango.
En la tercera fecha de las eliminatorias Venezuela enfrentaría como visitante a Colombia en el Estadio Metropolitano Roberto Meléndez de la ciudad de Barranquilla. Ilusionados de una victoria colombiana hecha por el primer gol de Freddy Guarín al minuto 11', los contundentes ataques del combinado cafetero y la fuerte lluvia que azotó el terreno, los venezolanos no cedieron en sus pretensiones dándose al ataque acosando al portero rival David Ospina, quién se lució como héroe tras desviar un tiro libre ejecutado por Juan Arango. El gol del empate llegaría en las botas del recién ingresado Frank Feltscher al minuto 79' tras un despiste del defensor colombiano Luis Amaranto Perea.

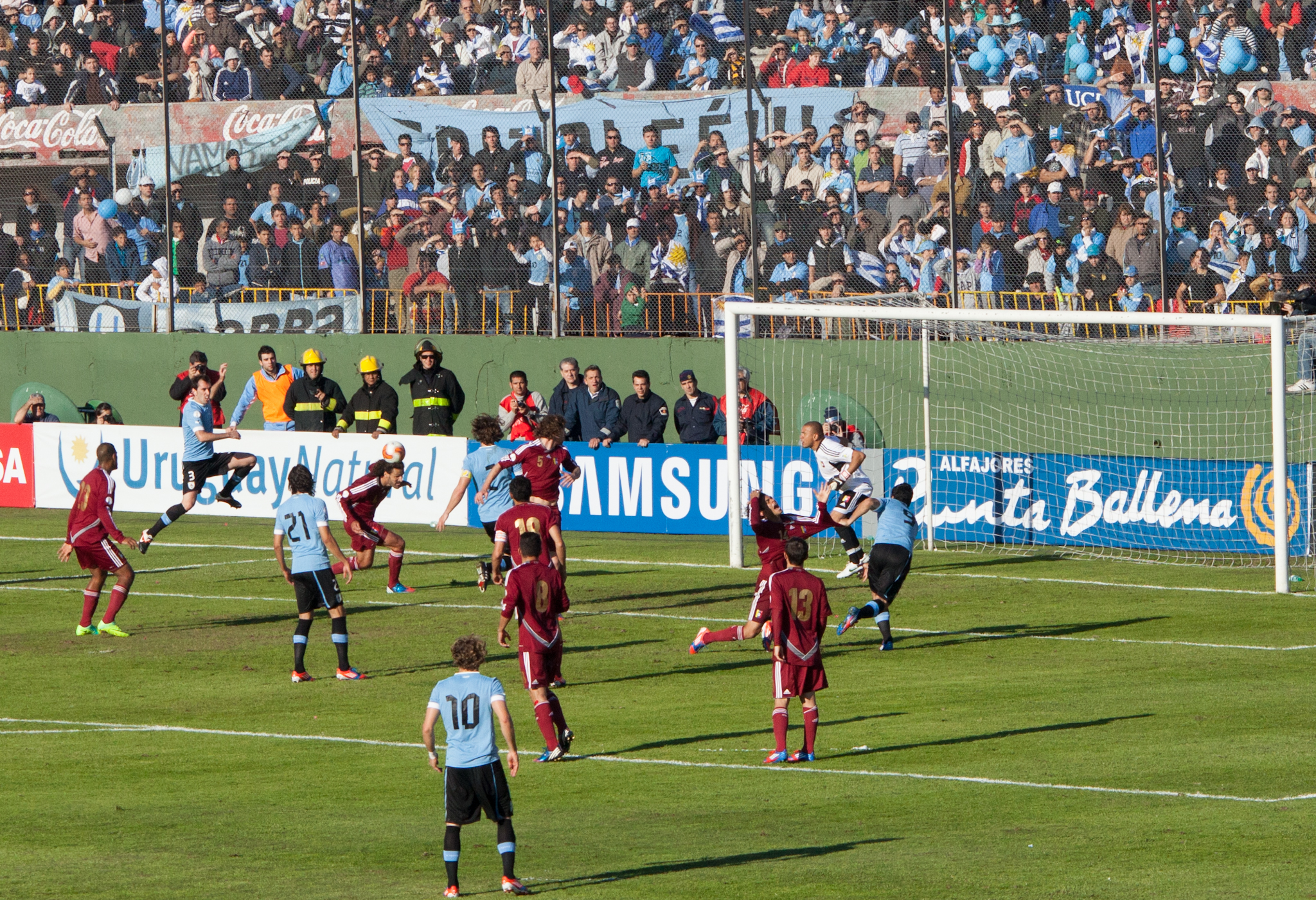
ante su similar de en el estadio Centenario, el 2 de junio de 2012.

En la cuarta fecha de las eliminatorias Venezuela enfrentaría como local a Bolivia en el Polideportivo de Pueblo Nuevo de la ciudad de San Cristóbal. El fuerte aguacero que azotó durante todo el partido no impidió que los locales sentenciaran el encuentro con el gol de la victoria cuando el defensa central Oswaldo Vizcarrondo se elevó, con su especialidad, para cabecear un tiro de esquina ejecutado por Julio Álvarez y mandarla al fondo de la red al minuto 26'. El triunfo sirvió para que Venezuela alcanzara siete unidades en sólo cuatro fechas, logrando ese registro por primera vez en la historia de la selección. Con este resultado Venezuela se ubicaría en la cima de la clasificación junto a Uruguay y Argentina ambas con siete puntos, quedando Venezuela como tercera en la tabla por la diferencia de goles.
En la quinta fecha de las eliminatorias, a Venezuela se enfrentaría a Uruguay, en un partido que se disputaría como visitante en el Estadio Centenario de Montevideo. La Vinotinto fue predominada en el primer tiempo por una fuerte Uruguay, que se ordenó bien tanto en defensa como en ataque. Se irían al entretiempo con un 1:0 a favor de Uruguay, con un gol de Diego Forlán. El segundo tiempo, Venezuela reaccionó y tomó más ofensiva frente a la selección uruguaya. Las entradas de Nicolás Fedor y Yohandry Orozco le dieron un mayor poderío ofensivo a Venezuela. En el minuto 83', un centro en el área sería cabeceado por José Salomón Rondón para poner el empate definitivo de 1:1, en un muy disputado partido.

"No quiero magnificar lo que hemos hecho, pero Venezuela demuestra que estamos haciendo bien las cosas. Tenemos carácter y tenemos tigres también. A lo mejor este puntico es el que nos termina llevando al Mundial."
César Farías, entrenador de Venezuela, tras la igualdad 1-1 frente a Uruguay.

En la sexta fecha la selección volvería a casa para enfrentarse a Chile en el estadio José Antonio Anzoátegui de la ciudad de Puerto La Cruz. Los locales comenzarían a llegar al área rival desde los primeros minutos, sin embargo, a los 10 minutos del partido, Chile comenzó a apretar la salida de los locales. Tres minutos después Grenddy Perozo envió el balón al fondo de la portería chilena, aunque finalmente siendo invalidado por un fuera de lugar. En los minutos finales del partido, Matías Fernández recibió un balón dentro del área, se sacó la marca de los defensores y superó por bajo al portero Renny Vega para adelantar a Chile en el marcador. En el descuento los chilenos conseguirían ampliar la ventaja a los 91' con un tanto de Charles Aránguiz. La victoria le permitió a Chile sumar doce unidades para ubicarse en el primer lugar de la clasificación, mientras que Venezuela bajo al quinto puesto con ocho unidades.
En la séptima fecha la selección venezolana como visitante enfrentaría a Perú en el estadio Nacional del Perú. Venezuela tomaría ventaja en los últimos minutos del primer tiempo con un gol de tiro libre de Juan Arango, pero al comienzo del segundo tiempo un par de goles de Jefferson Farfán le darían la ventaja a la oncena peruana. Más tarde, Gabriel Cichero cometería una falta que ocasionaría su expulsión del encuentro y dejaría a Venezuela con 10 jugadores sentenciando así la derrota. En la octava y última fecha para Venezuela en lo que va de la primera vuelta de la ronda de clasificación, la selección enfrentaría a Paraguay en el estadio Defensores del Chaco. El comienzo de este partido sería muy reñido, destacando la participación de Daniel Hernández Santos quien estaba en su debut en eliminatorias, parando en par de ocasiones lo que eran claras ocasiones de gol. A los 45' caería el primer gol de Venezuela de las botas de José Salomón Rondón, quien también marcaría el segundo tanto de la oncena venezolana a los 60', sentenciando así la victoria por primera vez en la historia de Venezuela como visitante en Paraguay, y totalizando 11 puntos en la primera vuelta del pre mundial, superando la mayor cantidad de puntos que se habían conseguido en una primera vuelta y ubicándose sexta en la tabla de clasificación.
Mientras se jugaba la novena jornada, Venezuela aprovechaba su descanso para concentrar en Maturín con 26 jugadores. Para la décima fecha, La vinotinto le tocaba enfrentar a la Selección de fútbol de Ecuador en el Estadio Olímpico José Antonio Anzoátegui. La selección tricolor se encontraba entre los primeros clasificados, sin embargo, en condición de visitante solo había logrado 1 punto. La selección venezolana, tuvo que afrontar las bajas de César González, Oswaldo Vizcarrondo, Tomás Rincón y Luis Manuel Seijas con jugadores como Grenddy Perozo y futbolistas del medio local como Edgar Pérez Greco y Evelio Hernández, quienes tuvieron una mala participación para los aficionados. Recién empezado el encuentro, Venezuela se adelanta en el marcador por medio de un disparo de larga distancia de Juan Arango en el minuto 5. Posterior a esta acción, hubo dos ocasiones por parte del combinado local que no pudo cosechar. En el minuto 23, la selección ecuatoriana consigue el empate cuando Segundo Alejandro Castillo logra colocar el balón en la esquina inferior derecha del arco después del despeje en un tiro de esquina. Tras el gol, el encuentro se volvió monótono con pocas ocasiones para los dos conjuntos. Terminado el encuentro, Venezuela acaba en la cuarta posición gracias a las derrotas de sus contrincantes, Chile y Uruguay.
En la 11ª fecha, Venezuela visitaba a la líder Argentina, condición en la que Venezuela jamás ha podido sumar, ni siquiera un punto en toda la historia. En el partido, Venezuela jamás fue a presionar a Argentina, la cual dominó todo el partido para finalizar venciendo 3:0, con un doblete de Gonzalo Higuaín y un gol de Lionel Messi. Al final del partido, fue criticado el arbitraje de Victor Carrillo, al cobrar un polémico penal y un gol en posición adelantada de Gonzalo Higuaín.[cita requerida]
En la siguiente fecha, Venezuela superó por 1:0 a Colombia y se mantuvo en el quinto lugar de la clasificación, tras aprovechar la derrota de Uruguay por 0:2 contra Chile. Venezuela anotó el único tanto gracias al delantero Salomón Rondón.
El 7 de junio de 2013, Venezuela desaprovechó una buena oportunidad de ganar fuera de casa por segunda vez al conceder un empate 1:1 en las postrimerías del partido ante Bolivia en La Paz. Cuatro días más tarde, la Vinotinto perdió 0:1 ante Uruguay en Puerto Ordaz, un encuentro clave al tratarse de un rival directo por la 5° plaza que otorga una repesca ante el quinto de la zona asiática (Jordania). La situación no mejoró en la 15ª fecha, al ser vapuleada por Chile en Santiago 3:0 aunque el colegiado anuló incomprensiblemente un gol válido de Salomón Rondón. Sin embargo Venezuela volvió a la senda del triunfo a costa de Perú al derrotarlo el 10 de septiembre en Puerto La Cruz 3:2, poniéndose a tres puntos del 5° lugar aunque con un solo partido por disputar a falta de dos fechas del final de las eliminatorias. El 11 de octubre de 2013 Venezuela puso punto final a su campaña eliminatoria al conceder un empate 1:1 ante su similar de Paraguay, resultado que certifica su eliminación matemática del Mundial de Brasil 2014 al finalizar en 6° lugar de la tabla clasificatoria, siendo así la vez más cercana que tuvo la vinotinto de clasificar a la Copa Mundial de Fútbol por primera vez en su historia.

## Tabla de posiciones
| Equipo    | Pts | PJ | PG | PE | PP | GF | GC | Dif |
| --------- | --- | -- | -- | -- | -- | -- | -- | --- |
| Argentina | 32  | 16 | 9  | 5  | 2  | 35 | 15 | 20  |
| Colombia  | 30  | 16 | 9  | 3  | 4  | 27 | 13 | 14  |
| Chile     | 28  | 16 | 9  | 1  | 6  | 29 | 25 | 4   |
| Ecuador   | 25  | 16 | 7  | 4  | 5  | 20 | 16 | 4   |
| Uruguay   | 25  | 16 | 7  | 4  | 5  | 25 | 25 | 0   |
| Venezuela | 20  | 16 | 5  | 5  | 6  | 14 | 20 | -6  |
| Perú      | 15  | 16 | 4  | 3  | 9  | 17 | 26 | -9  |
| Bolivia   | 12  | 16 | 2  | 6  | 8  | 17 | 30 | -13 |
| Paraguay  | 12  | 16 | 3  | 3  | 10 | 17 | 31 | -14 |

| L\V                  | Bandera de Argentina | Bandera de Bolivia | Bandera de Chile | Bandera de Colombia | Bandera de Ecuador | Bandera de Paraguay | Bandera de Perú | Bandera de Uruguay | Bandera de Venezuela |
| Bandera de Argentina |                      | 1:1                | 4:1              | 0:0                 | 4:0                | 3:1                 | 3:1             | 3:0                | 3:0                  |
| Bandera de Bolivia   | 1:1                  |                    | 0:2              | 1:2                 | 1:1                | 3:1                 | 1:1             | 4:1                | 1:1                  |
| Bandera de Chile     | 1:2                  | 3:1                |                  | 1:3                 | 2:1                | 2:0                 | 4:2             | 2:0                | 3:0                  |
| Bandera de Colombia  | 1:2                  | 5:0                | 3:3              |                     | 1:0                | 2:0                 | 2:0             | 4:0                | 1:1                  |
| Bandera de Ecuador   | 1:1                  | 1:0                | 3:1              | 1:0                 |                    | 4:1                 | 2:0             | 1:0                | 2:0                  |
| Bandera de Paraguay  | 2:5                  | 4:0                | 1:2              | 1:2                 | 2:1                |                     | 1:0             | 1:1                | 0:2                  |
| Bandera de Perú      | 1:1                  | 1:1                | 1:0              | 0:1                 | 1:0                | 2:0                 |                 | 1:2                | 2:1                  |
| Bandera de Uruguay   | 3:2                  | 4:2                | 4:0              | 2:0                 | 1:1                | 1:1                 | 4:2             |                    | 1:1                  |
| Bandera de Venezuela | 1:0                  | 1:0                | 0:2              | 1:0                 | 1:1                | 1:1                 | 3:2             | 0:1                |                      |

|  | En zona de clasificación directa para el Mundial 2014.                         |
|  | En zona de repesca para clasificar al Mundial 2014 frente a su similar de AFC. |
|  | En zona de eliminación.                                                        |

|  | Triunfo de Venezuela.           |
|  | Empate.                         |
|  | Derrota de Venezuela.           |
|  | Partidos a jugar por Venezuela. |

### Evolución de posiciones
| País/Fecha   | 1                   | 2                  | 3               | 4                  | 5                   | 6                    | 7                | 8                  | 9                    | 10                  | 11                 | 12              | 13                 | 14                  | 15                   | 16               | 17                 | 18                   |
| ------------ | ------------------- | ------------------ | --------------- | ------------------ | ------------------- | -------------------- | ---------------- | ------------------ | -------------------- | ------------------- | ------------------ | --------------- | ------------------ | ------------------- | -------------------- | ---------------- | ------------------ | -------------------- |
| Argentina    | 1°                  | 2°                 | 2°              | 2°                 | 1°                  | 3°                   | 1°               | 1°                 | 1°                   | 1°                  | 1°                 | 1°              | 1°                 | 1°                  | 1°                   | 1°               | 1°                 | 1°                   |
| Colombia     | 5°                  | 4°                 | 3°              | 6°                 | 5°                  | 6°                   | 5°               | 2°                 | 2°                   | 3°                  | 2°                 | 3°              | 2°                 | 2°                  | 2°                   | 2°               | 2°                 | 2°                   |
| Chile        | 9°                  | 6°                 | 8°              | 5°                 | 2°                  | 1°                   | 2°               | 5°                 | 5°                   | 6°                  | 6°                 | 4°              | 4°                 | 4°                  | 3°                   | 3°               | 4°                 | 3°                   |
| Ecuador      | 3°                  | 3°                 | 6°              | 4°                 | 6°                  | 4°                   | 3°               | 3°                 | 3°                   | 2°                  | 3°                 | 2°              | 3°                 | 3°                  | 4°                   | 4°               | 3°                 | 4°                   |
| Uruguay      | 2°                  | 1°                 | 1°              | 1°                 | 3°                  | 2°                   | 4°               | 4°                 | 4°                   | 5°                  | 4°                 | 6°              | 7°                 | 5°                  | 5°                   | 5°               | 5°                 | 5°                   |
| Venezuela    | 7°                  | 7°                 | 5°              | 3°                 | 4°                  | 5°                   | 6°               | 6°                 | 6°                   | 4°                  | 5°                 | 5°              | 5°                 | 6°                  | 6°                   | 6°               | 6°                 | 6°                   |
| Perú         | 3°                  | 5°                 | 7°              | 8°                 | 8°                  | 9°                   | 7°               | 7°                 | 7°                   | 8°                  | 7°                 | 7°              | 6°                 | 7°                  | 7°                   | 7°               | 7°                 | 7°                   |
| Bolivia      | 6°                  | 9°                 | 9°              | 9°                 | 9°                  | 7°                   | 8°               | 8°                 | 8°                   | 7°                  | 8°                 | 8°              | 8°                 | 8°                  | 9°                   | 8°               | 9°                 | 8°                   |
| Paraguay     | 7°                  | 8°                 | 4°              | 7°                 | 7°                  | 8°                   | 9°               | 9°                 | 9°                   | 9°                  | 9°                 | 9°              | 9°                 | 9°                  | 8°                   | 9°               | 8°                 | 9°                   |
| Equipo libre | Bandera de Colombia | Bandera de Ecuador | Bandera de Perú | Bandera de Uruguay | Bandera de Paraguay | Bandera de Argentina | Bandera de Chile | Bandera de Bolivia | Bandera de Venezuela | Bandera de Colombia | Bandera de Ecuador | Bandera de Perú | Bandera de Uruguay | Bandera de Paraguay | Bandera de Argentina | Bandera de Chile | Bandera de Bolivia | Bandera de Venezuela |

## Partidos

### Primera vuelta
| 7 de octubre de 2011, 16:05 (UTC-5) | Ecuador                    | 2:0 (2:0) | Venezuela | Estadio Olímpico Atahualpa, Quito                                 |                                                                   |
|                                     | J. Ayoví 15' · Benítez 28' | Reporte   |           | Asistencia: 32.278 espectadores Árbitro(s): Enrique Osses (Chile) | Asistencia: 32.278 espectadores Árbitro(s): Enrique Osses (Chile) |

| 11 de octubre de 2011, 20:20 (UTC-4:30)         | Venezuela      | 1:0 (0:0) | Argentina | Estadio José Antonio Anzoátegui, Puerto La Cruz                       |                                                                       |
|                                                 | Amorebieta 61' | Reporte   |           | Asistencia: 35.600 espectadores Árbitro(s): Roberto Silvera (Uruguay) | Asistencia: 35.600 espectadores Árbitro(s): Roberto Silvera (Uruguay) |
| Primera victoria de Venezuela contra Argentina. |                |           |           |                                                                       |                                                                       |

| 11 de noviembre de 2011, 19:00 (UTC-5) | Colombia   | 1:1 (1:0) | Venezuela     | Estadio Metropolitano Roberto Meléndez, Barranquilla             |                                                                  |
|                                        | Guarín 11' | Reporte   | Feltscher 78' | Asistencia: 43.953 espectadores Árbitro(s): Omar Ponce (Ecuador) | Asistencia: 43.953 espectadores Árbitro(s): Omar Ponce (Ecuador) |

| 15 de noviembre de 2011, 20:30 (UTC-4:30) | Venezuela       | 1:0 (1:0) | Bolivia | Polideportivo de Pueblo Nuevo, San Cristóbal                       |                                                                    |
|                                           | Vizcarrondo 25' | Reporte   |         | Asistencia: 33.351 espectadores Árbitro(s): Georges Buckley (Perú) | Asistencia: 33.351 espectadores Árbitro(s): Georges Buckley (Perú) |

| 2 de junio de 2012, 15:00 (UTC-3) | Uruguay    | 1:1 (1:0) | Venezuela  | Estadio Centenario, Montevideo                                       |                                                                      |
|                                   | Forlán 38' | Reporte   | Rondón 83' | Asistencia: 57.000 espectadores Árbitro(s): Antonio Arias (Paraguay) | Asistencia: 57.000 espectadores Árbitro(s): Antonio Arias (Paraguay) |

| 9 de junio de 2012, 18:05 (UTC-4:30) | Venezuela | 0:2 (0:0) | Chile                             | Estadio José Antonio Anzoátegui, Puerto La Cruz                          |                                                                          |
|                                      |           | Reporte   | M. Fernández 85' · Aránguiz 90+1' | Asistencia: 35.000 espectadores Árbitro(s): Hernando Buitrago (Colombia) | Asistencia: 35.000 espectadores Árbitro(s): Hernando Buitrago (Colombia) |

| 7 de septiembre de 2012, 20:25 (UTC-5) | Perú           | 2:1 (0:1) | Venezuela  | Estadio Nacional, Lima                                               |                                                                      |
|                                        | Farfán 47' 59' | Reporte   | Arango 43' | Asistencia: 34.703 espectadores Árbitro(s): Martín Vázquez (Uruguay) | Asistencia: 34.703 espectadores Árbitro(s): Martín Vázquez (Uruguay) |

| 11 de septiembre de 2012, 19:25 (UTC-4)                                                                                      | Paraguay | 0:2 (0:1) | Venezuela      | Estadio Defensores del Chaco, Asunción                            |                                                                   |
| |          | Reporte   | Rondón 45' 68' | Asistencia: 13.680 espectadores Árbitro(s): Enrique Osses (Chile) | Asistencia: 13.680 espectadores Árbitro(s): Enrique Osses (Chile) |
| Primera victoria de Venezuela en Paraguay. Primeros goles de visitante que anota Venezuela contra Paraguay en Eliminatorias. |          |           |                |                                                                   |                                                                   |

### Segunda vuelta
| 16 de octubre de 2012, 17:30 (UTC−4:30) | Venezuela | 1:1 (1:1) | Ecuador      | Estadio José Antonio Anzoátegui, Puerto La Cruz                       |                                                                       |
|                                         | Arango 5' | Reporte   | Castillo 23' | Asistencia: 35.076 espectadores Árbitro(s): Néstor Pitana (Argentina) | Asistencia: 35.076 espectadores Árbitro(s): Néstor Pitana (Argentina) |

| 22 de marzo de 2013, 21:00 (UTC−3) | Argentina                          | 3:0 (2:0) | Venezuela | Estadio Monumental Antonio Vespucio Liberti, Buenos Aires          |                                                                    |
|                                    | Higuaín 29' 59' · Messi 45' (pen.) | Reporte   |           | Asistencia: 40.000 espectadores Árbitro(s): Víctor Carrillo (Perú) | Asistencia: 40.000 espectadores Árbitro(s): Víctor Carrillo (Perú) |

| 26 de marzo de 2013, 19:30 (UTC−4:30) | Venezuela  | 1:0 (1:0) | Colombia | Estadio Cachamay, Ciudad Guayana                                     |                                                                      |
|                                       | Rondón 12' | Reporte   |          | Asistencia: 41.250 espectadores Árbitro(s): Antonio Arias (Paraguay) | Asistencia: 41.250 espectadores Árbitro(s): Antonio Arias (Paraguay) |

| 7 de junio de 2013, 16:00 (UTC−4) | Bolivia    | 1:1 (0:0) | Venezuela  | Hernando Siles, La Paz                                                  |                                                                         |
|                                   | Campos 86' | Reporte   | Arango 58' | Asistencia: 10155 espectadores Árbitro(s): Patricio Loustau (Argentina) | Asistencia: 10155 espectadores Árbitro(s): Patricio Loustau (Argentina) |

| 11 de junio de 2013, 19:30 (UTC−4:30) | Venezuela | 0:1 (0:1) | Uruguay    | Estadio Cachamay, Puerto Ordaz                                         |                                                                        |
|                                       |           | Reporte   | Cavani 27' | Asistencia: 36.297 espectadores Árbitro(s): Paulo de Oliveira (Brasil) | Asistencia: 36.297 espectadores Árbitro(s): Paulo de Oliveira (Brasil) |

| 6 de septiembre de 2013, 20:30 (UTC−4:30) | Chile                                 | 3:0 (2:0) | Venezuela | Estadio Nacional de Chile, Santiago                               |                                                                   |
|                                           | Vargas 10' · González 30' · Vidal 85' | Reporte   |           | Asistencia: 46.500 espectadores Árbitro(s): Sandro Ricci (Brasil) | Asistencia: 46.500 espectadores Árbitro(s): Sandro Ricci (Brasil) |

| 10 de septiembre de 2013, (UTC−4:30) | Venezuela                                    | 3:2 (1:1) | Perú                       | Estadio José Antonio Anzoátegui, Puerto La Cruz                       |                                                                       |
|                                      | Rondón 36' · González 62' (pen.) · Otero 77' | Reporte   | Hurtado 20' · Zambrano 89' | Asistencia: 20.049 espectadores Árbitro(s): Néstor Pitana (Argentina) | Asistencia: 20.049 espectadores Árbitro(s): Néstor Pitana (Argentina) |

| 11 de octubre de 2013, (UTC−4:30) | Venezuela       | 1:1 (0:1) | Paraguay          | Estadio Polideportivo de Pueblo Nuevo, San Cristóbal                    |                                                                         |
|                                   | Luis Seijas 83' | Reporte   | Edgar Benítez 28' | Asistencia: 27.227 espectadores Árbitro(s): Víctor Hugo Carrillo (Perú) | Asistencia: 27.227 espectadores Árbitro(s): Víctor Hugo Carrillo (Perú) |

## Jugadores
- Jugadores convocados para el partido de Venezuela frente a Paraguay, el 11 de octubre de 2013.[7]

| Dorsal | Jugador               | Posición       | Participaciones | Goles | Edad    | Club                     |
| ------ | --------------------- | -------------- | --------------- | ----- | ------- | ------------------------ |
| 1      | Daniel Hernández      | Guardameta     | 14              | 0     | 39 años | Asteras Tripolis         |
| 12     | Leonardo Morales      | Guardameta     | 26              | 0     | 47 años | Carabobo Fútbol Club     |
| 22     | Rafael Romo           | Guardameta     | 8               | 0     | 35 años | Mineros De Guayana       |
| 5      | Fernando Amorebieta   | Defensa        | 9               | 1     | 40 años | Fulham FC                |
| 4      | Oswaldo Vizcarrondo   | Defensa        | 51              | 7     | 41 años | FC Nantes                |
| 3      | Rolf Fletscher        | Defensa        | 10              | 0     | 34 años | Lausanne                 |
| 16     | Roberto Rosales       | Defensa        | 48              | 0     | 36 años | Football Club Twente     |
| 21     | Alexander González    | Centrocampista | 18              | 0     | 32 años | FC Aarau                 |
| 8      | Angelo Peña           | Centrocampista | 54              | 0     | 35 años | Clube Náutico Capibaribe |
| 14     | Franklin Lucena       | Centrocampista | 51              | 1     | 44 años | Deportivo La Guaira      |
| 15     | Ágnel Flores          | Centrocampista | 21              | 0     | 36 años | Deportivo Táchira        |
| 2      | Rafael Acosta         | Centrocampista | 31              | 0     | 36 años | Mineros de Guayana       |
| 13     | Luís Manuel Seijas    | Centrocampista | 47              | 1     | 39 años | Standard Liège           |
| 11     | César González        | Centrocampista | 56              | 5     | 42 años | Deportivo Táchira        |
| 6      | Rómulo Otero          | Centrocampista | 3               | 1     | 32 años | Caracas FC               |
| 18     | Juan Arango           | Centrocampista | 118             | 25    | 45 años | Borussia Mönchengladbach |
| 10     | Yohandry Orozco       | Centrocampista | 21              | 2     | 34 años | Deportivo Táchira        |
| 17     | Josef Martínez        | Delantero      | 11              | 2     | 32 años | FC Thun                  |
| 7      | Nicolás Fedor         | Delantero      | 19              | 1     | 39 años | Al-Gharafa               |
| 23     | Falcon Juan           | Delantero      | 0               | 0     | 36 años | Zamora FC                |
| 19     | Pedro Ramírez         | Centrocampista | 0               | 0     | 32 años | Zamora FC                |
| 9      | Fernando Aristeguieta | Delantero      | 12              | 1     | 33 años | FC Nantes                |

- = Capitán.

### Últimos convocados
| Jugador             | Posición       | Participaciones | Goles | Edad    | Club                              | Última vez convocado                 |
| ------------------- | -------------- | --------------- | ----- | ------- | --------------------------------- | ------------------------------------ |
| Wilker Ángel        | Defensa        | 0               | 0     | 32 años | Deportivo Táchira Fútbol Club     | Ecuador, 7 de octubre de 2011        |
| Rohel Briceño       | Defensa        | 1               | 0     | 41 años | Caracas Fútbol Club               | Ecuador, 7 de octubre de 2011        |
| Víctor García       | Defensa        | 1               | 0     | 31 años | Fútbol Club Oporto                | Ecuador, 7 de octubre de 2011        |
| Luiyi Erazo         | Defensa        | 0               | 0     | 37 años | Real Esppor Club                  | Ecuador, 7 de octubre de 2011        |
| Rafael Acosta       | Centrocampista | 6               | 0     | 36 años | Club Deportivo Mineros de Guayana | Ecuador, 7 de octubre de 2011        |
| Ángel Chourio       | Delantero      | 18              | 5     | 40 años | Club Deportivo Mineros de Guayana | Ecuador, 7 de octubre de 2011        |
| José Manuel Rey     | Defensa        | 111             | 11    | 50 años | Deportivo Lara                    | Argentina, 11 de octubre de 2011 AMO |
| José Luis Granados  | Defensa        | 19              | 1     | 38 años | Real Esppor Club                  | Argentina, 11 de octubre de 2011 REM |
| Jesús Meza          | Centrocampista | 7               | 0     | 39 años | Caracas Fútbol Club               | Bolivia, 15 de noviembre de 2011     |
| Giancarlo Maldonado | Delantero      | 65              | 22    | 43 años | Deportivo Táchira Fútbol Club     | Bolivia, 15 de noviembre de 2011     |
| Alejandro Moreno    | Delantero      | 39              | 3     | 46 años | Retirado                          | Bolivia, 15 de noviembre de 2011     |
| Yohandry Orozco     | Centrocampista | 18              | 0     | 34 años | VfL Wolfsburgo                    | Chile, 9 de junio de 2012            |
| Giácomo Di Giorgi   | Centrocampista | 35              | 0     | 44 años | Deportivo Anzoátegui Sport Club   | Chile, 9 de junio de 2012            |
| Juan Guerra         | Centrocampista | 6               | 0     | 38 años | Caracas Fútbol Club               | Chile, 9 de junio de 2012            |
| Edgar Jiménez       | Centrocampista | 6               | 0     | 38 años | Caracas Fútbol Club               | Perú, 7 de septiembre de 2012 LES    |
| Renny Vega          | Guardameta     | 60              | 0     | 46 años | Caracas Fútbol Club               | Paraguay, 11 de septiembre de 2012   |
| Francisco Flores    | Centrocampista | 25              | 1     | 35 años | Deportivo Táchira Fútbol Club     | Paraguay, 11 de septiembre de 2012   |
| Mario Rondón        | Delantero      | 3               | 0     | 39 años | Clube Desportivo Nacional         | Paraguay, 11 de septiembre de 2012   |
| Pablo Camacho       | Defensa        | 0               | 0     | 34 años | Aragua Fútbol Club                | Ecuador, 16 de octubre de 2012 REM   |
| Rubert Quijada      | Defensa        | 2               | 0     | 36 años | Caracas Fútbol Club               | Ecuador, 16 de octubre de 2012 REM   |
| Alain Baroja        | Guardameta     | 0               | 0     | 35 años | Caracas Fútbol Club               | Ecuador, 16 de octubre de 2012       |
| Carlos Salazar      | Defensa        | 9               | 0     | 36 años | Deportivo Anzoátegui Sport Club   | Ecuador, 16 de octubre de 2012       |
| Roberto Rosales     | Defensa        | 42              | 0     | 36 años | Football Club Twente              | Ecuador, 16 de octubre de 2012       |
| Francisco Pol       | Centrocampista | 0               | 0     | 37 años | FC Asteras Tripolis               | Ecuador, 16 de octubre de 2012       |
| Ronald Vargas       | Centrocampista | 15              | 3     | 38 años | Royal Sporting Club Anderlecht    | Ecuador, 16 de octubre de 2012       |
| Julio Álvarez       | Centrocampista | 4               | 0     | 44 años | Club Deportivo Numancia           | Ecuador, 16 de octubre de 2012       |
| Richard Blanco      | Delantero      | 7               | 0     | 43 años | Club Deportivo Mineros de Guayana | Ecuador, 16 de octubre de 2012       |
| Edgar Pérez Greco   | Delantero      | 11              | 1     | 43 años | Deportivo Lara                    | Ecuador, 16 de octubre de 2012       |
| Fernando Amorebieta | Defensa        | 8               | 1     | 40 años | Fulham Football Club              | Argentina, 22 de marzo de 2013 LES   |

Notas
- LES Jugador removido por lesión.
- REM Jugador removido por decisión técnica.
- AMO Jugador removido por amonestación

### Goleadores
| Jugador             | Club            | PJ | Minutos jugados | Goles anotados | Tarjetas amarillas | Tarjetas rojas |
| ------------------- | --------------- | -- | --------------- | -------------- | ------------------ | -------------- |
| José Salomón Rondón | Rubin Kazán     | 10 | 751'            | 4              | 2                  | 0              |
| Juan Arango         | Mönchengladbach | 10 | 885'            | 3              | 0                  | 0              |
| Frank Feltscher     | Grasshopper     | 7  | 241'            | 1              | 0                  | 0              |
| Fernando Amorebieta | Fulham          | 5  | 450'            | 1              | 1                  | 0              |
| Oswaldo Vizcarrondo | FC Nantes       | 9  | 810'            | 1              | 2                  | 0              |

### Sancionados
Los siguientes jugadores han sido amonestados, o suspendidos por uno o más partidos tras ser expulsados por doble amarilla o por roja directa, o por acumulación de tarjetas:
| Jugador             | Partido                                  | Partido       | Sanción                                  |
| ------------------- | ---------------------------------------- | ------------- | ---------------------------------------- |
| Luis Manuel Seijas  | Amonestado                               | vs. Ecuador   |                                          |
| José Manuel Rey     | Otorgado · Otorgado otra vez · Expulsado | vs. Ecuador   | Partido de suspensión frente a Argentina |
| Tomás Rincón        | Amonestado                               | vs. Colombia  |                                          |
| Salomón Rondón      | Amonestado                               | vs. Bolivia   |                                          |
| César Gónzalez      | Amonestado                               | vs. Bolivia   |                                          |
| Tomás Rincón        | Amonestado                               | vs. Uruguay   | Partido de suspensión frente a Chile     |
| Fernando Amorebieta | Amonestado                               | vs. Uruguay   |                                          |
| Giacomo Di Giorgi   | Amonestado                               | vs. Uruguay   |                                          |
| Gabriel Cichero     | Amonestado                               | vs. Chile     |                                          |
| Oswaldo Vizcarrondo | Amonestado                               | vs. Chile     |                                          |
| Juan Guerra         | Amonestado                               | vs. Chile     |                                          |
| Grenddy Perozo      | Amonestado                               | vs. Chile     |                                          |
| Gabriel Cichero     | Otorgado · Otorgado otra vez · Expulsado | vs. Perú      | Partido de suspensión frente a Paraguay  |
| Rolf Feltscher      | Amonestado                               | vs. Perú      |                                          |
| César Gónzalez      | Amonestado                               | vs. Paraguay  | Partido de suspensión frente a Ecuador   |
| Oswaldo Vizcarrondo | Amonestado                               | vs. Paraguay  | Partido de suspensión frente a Ecuador   |
| Luis Manuel Seijas  | Amonestado                               | vs. Paraguay  | Partido de suspensión frente a Ecuador   |
| Evelio Hernández    | Amonestado                               | vs. Ecuador   |                                          |
| Ronald Vargas       | Amonestado                               | vs. Ecuador   |                                          |
| Alexander González  | Amonestado                               | vs. Argentina |                                          |
| Tomás Rincón        | Amonestado                               | vs. Argentina |                                          |
| Franklin Lucena     | Amonestado                               | vs. Argentina |                                          |
| Nicolás Fedor       | Amonestado                               | vs. Argentina |                                          |
| Franklin Lucena     | Amonestado                               | vs. Colombia  | Partido de suspensión frente a Bolivia   |
| Salomón Rondón      | Amonestado                               | vs. Colombia  | Partido de suspensión frente a Bolivia   |
| Nicolás Fedor       | Amonestado                               | vs. Colombia  | Partido de suspensión frente a Bolivia   |